# Michel Imberty
 (avril 2020).
Michel Imberty est un universitaire français spécialisé dans la psychologie de la musique. Il a été président de l'université Paris-X Nanterre de 1983 à 1988 et de 1994 à 1997. 

## Biographie
Michel Imberty est diplômé en philosophie et en psychologie à l'Université Panthéon-Sorbonne, et en musicologie, au Conservatoire national supérieur de musique de Paris. À la Sorbonne, il est l'élève de Jacques Chailley. Il soutient en 1966 une thèse intitulée Le sentiment tonal chez l'enfant, puis il travaille sur la sémantique psychologique de la musique dans l’équipe du psychologue Robert Francès.
En octobre 1966, il est nommé assistant à l'université Paris-X-Nanterre. Il devient professeur en 1978. 
Il s'implique dans la vie de l'université en étant directeur-adjoint, puis directeur de l'unité d'enseignement et de recherche de psychologie de 1970 à 1974. Il est le premier vice-président de l'université en 1981-1982, sous la présidence de Carol Heitz, puis président par intérim lorsque celui-ci est empêché en février-mai 1983.
Habilité à diriger des recherches, il dirige une quarantaine de thèses à partir des années 1980.
Il est élu le 30 mai 1983 président de l'université. Il conserve ce poste jusqu'au 31 mai 1988, date à laquelle il est remplacé par Paul Larivaille. Il est nommé président honoraire en juillet 1988.
Il est réélu en février 1995, et conserve son poste jusqu'à sa démission en octobre 1997, deux ans avant la fin de son mandat. Il démissionne afin de protester contre le mouvement étudiant d'occupation des locaux informatiques qui avaient pour objectif de faire inscrire une dizaine d'étudiants non-inscrits.
En 2005, il est nommé directeur du Centre de recherche en psychologie et musicologie systématique de l'Université Paris-Nanterre.

## Musicologie
Michel Imberty a publié plusieurs ouvrages dans lesquels il s'appuie sur la sémiologie musicale pour décortiquer le style musical et le rapport symbolique de la musique au temps.
« En interrogeant la musique à travers un large champ de recherche, qui va des théories psychanalytiques au bouclage du temps dans un parcours « proto-narratif » tel que la biologie contemporaine en relève les traces dans le fonctionnement cérébral, Michel Imberty a ouvert un espace considérable à l'interprétation des faits musicaux, et ses écrits interrogent aussi bien le musicologue et l'analyste de la musique que le psychologue ou le philosophe qui s'intéresse à la manière dont l'être humain donne sens à la temporalité. »
Ancrée dans la psychologie de la musique, sa réflexion vise l'écoute musicale, il explique : "L’écoute musicale n'est pas l’écoute d’un bruit ou d’un son, c’est une expérience au sens phénoménologique du terme; c’est une expérience de temps qui prend un sens et qui ne peut pas être complètement séparée de ce que l’auditeur lui-même est en train de dire sur la musique. J’ai presque envie de dire qu’une écoute objective, en musique, cela n’existe pas."

### Auteur
- Michel Imberty, L'Acquisition des structures tonales chez l'enfant, Paris, Klincksieck, 1969 (ISBN 978-2252009499).
- Michel Imberty, Sémantique psychologique de la musique, Paris, Éditions Dunod, 1979.
- Michel Imberty, Entendre la musique : sémantique psychologique de la musique, Paris, Éditions Dunod, 1979, 236 p. (ISBN 9782040109202).
- Michel Imberty, Les écritures du temps, Paris, Éditions Dunod, 1981, 274 p. (ISBN 9782040119461).
- Sous la direction de Michel Imberty, De l'écoute à l'œuvre, Paris, Éditions L'Harmattan, 2001.
- Michel Imberty, La musique creuse le temps : de Wagner à Boulez : musique, psychologie, psychanalyse, Paris, Éditions L'Harmattan, 2005, 494 p.

- Sous la direction de Michel Imberty et Maya Gratier, Temps, geste et musicalité, Paris, Éditions L'Harmattan, 2007.
- Michel Imerty et Françoise Escal, La musique au regard des sciences humaines et des sciences sociales, Éditions L'Harmattan, 2017.

### Préfacier
- Laurent Miroudot, Structuration mélodique et tonalité chez l'enfant, Paris, Éditions L'Harmattan, 2000.
- Sous la direction de Mondher Ayari & Hamdi Makhlouf, Musique, signification et émotion, Paris, Delatour France, 2010, 391 p. (ISBN 9782752100771).
- Sous la direction de Mondher Ayari et Antonio Lai, Les corpus de l'oralité, Paris, Delatour France, 2013, 338 p. (ISBN 9782752102058).
- Jean-Pierre Mialaret, Explorations musicales instrumentales chez le jeune enfant, Paris, Presses universitaires de France, 2019.

### Sur Michel Imberty
- Leiling Chang Melis, « Une démarche esthésique, ou le temps retrouvé :

présentation critique de l’ouvrage Les écritures du temps de Michel Imberty », Revue de musique des universités
canadiennes, 20(2),‎ 2000, p. 80–93 (lire en ligne).
- Collectif, Michel Imberty - La psychologie de la musique au-delà des sciences cognitives, Paris, Delatour France, 2021 (ISBN 9782752104281).